# Richard Verschoor
Richard Verschoor (Benschop, 2000. december 16.–) holland autóversenyző, az FIA Formula–2 bajnokságban az MP Motorsport versenyzője.

## Pályafutása

### A kezdetek: 2011–2015
Verschoor 2011-ben kezdte meg autóversenyzői pályafutását a Holland gokart bajnokságban. 2014-ben megnyerte a CIK-FIA Karting Academy kupát, továbbá a 2015-ös évet szintén diadalommal fejezte be, ugyanis megnyerte a Német gokart bajnokságot.

### Sikerek a Formula–4-es kategóriákban: 2016–2017
Verschoor a 2016-os idényt a Spanyol Formula–4-es és az SMP Formula–4-es-bajnokságban teljesítette az MP Motorsport csapat színeiben. A fiatal holland az év elején csatlakozott a Red Bull utánpótlás programjához, a Red Bull Junior Team-hez. A zsinórban szerzett 10 győzelmével nyerte meg az SMP Formula–4-es bajnokságot. Előnye a szintén holland Jarno Opmeerrel szemben 75 pont volt. A Spanyol Formula–4-es bajnokságot szintén hatalmas előnnyel nyerte meg. A szezon során 399 pontot és 19 győzelmet gyűjtött be, és ezzel párhuzamosan a Német és az Olasz Formula–4-es bajnokságokban és a V de V Challenge Monoplace sorozat versenyein is részt vett egy versenyhétvége erejéig. 2017-ben a holland versenyző már a Formula Renault Európa-kupában mérettette meg magát. 89 ponttal a kilencedik pozíciót sikerül elérnie a  hollandnak. Az idény során egy alkalommal állhatott fel a dobogóra. Emellett még az új-zélandi Toyota Racing Series versenyein is részt vett a Gilles Motorsport csapattal. A tabellán a 3. helyet foglalta el, 843 ponttal és három darab győzelemmel. Decemberben bejelentették, hogy Verschoort elbocsájtották a Red Bull utánpótlás csapatából.

### Új kihívások a Formula–3-as bajnokságokban: 2018–2020
2018-ban továbbra is a Formula Renault Európa-kupában versenyzett, ezúttal a Josef Kaufmann Racing alakulatával. A szezon első felében egy dobogót és 34 pontot szerzett, azonban a bajnokság hátralévő futamain nem vett részt, ugyanis lehetőséget kapott korábbi csapatától az MP Motorsporttól, hogy a 2018-as GP3-szezon utolsó négy fordulóján a francia Dorian Boccolacci helyettesként vegyen részt. Az előző évhez hasonlóan, 2018-ban is a Toyota Racing Series mezőnyének tagja volt a fiatal holland. 911 ponttal és 6 győzelemmel zárta az idényt a második pozícióban. A hátránya mindössze 5 pont volt az orosz Robert Svarcmannal szemben. 2019-ben továbbra is az MP Motorsport színeiben folytatja a pályafutását a FIA Formula–3 bajnokságban. Megnyerte a 2019-es makaói nagydíjat, miután a negyedik helyről rajtolt és az újraindítást követően a Lisboa kanyarban maga mögé utasította az addigi első Jüri Vipset.
A 2020-as évadra meghosszabbították szerződését a  holland gárdával. A szezonban egyszer állhatott dobogóra, de többször is a pontszerzők közt végzett. A végelszámolásban a 9. lett, 69 ponttal.

### Szintlépés a Formula–2-be: 2021–
2021. március 24-én az MP Motorsport utolsóként a mezőnyből nyilvánosságra hozta Verschoor leigazolását az FIA Formula–2 bajnokság 2021-es idényére. Szerződése először csak a bahreini idénynyitóra volt érvényes. Az első verseny elején Dan Ticktum ütötte ki és kiesett. A főfutamon egy jó stratégia után az élre állt, de négy körrel a vége előtt abroncsai elhasználódtak és fokozatosan a 4. helyig esett vissza. A bakui második és a Formula–2 100. versenyén Roy Nissany nekiütközött, így feladni kényszerült a viadalt. Július 18-án a Silverstone-ban rendezett második sprintfutamot a fordított rajtrács miatt az élről kezdhette meg. A pozíciót a leintésig tartotta, amivel első győzelmét aratta a bajnokságban. Monzában a főversenyen a 20. helyről kezdve egészen a 7. pozícióig jött előre, azonban utólag kizárták a végeredményből, mivel autója nem felelt meg a minimális súlykövetelményeknek. Szocsiban az első felvonáson megszerzett 8. helye után a másodikat a harmadikként kezdte volna meg, de a versenyt törölték a heves esőzések miatt. November 29-én egyik közösségi oldalán jelentette be, hogy anyagi támogatás hiányában Szaúd-Arábiában és a szezonzárón sem tud indulni, pótlására Jack Doohan érkezett. December 8-án a cseh Charouz Racing System kérte fel a korábban megsérült Enzo Fittipaldi helyettesének Abu-Dzabira.

## Eredményei

### Karrier összefoglaló
| Év   | Bajnokság                      | Csapat                | Verseny | Győzelem | Pole | Leggyorsabb kör | Dobogó | Pont | Helyezés |
| ---- | ------------------------------ | --------------------- | ------- | -------- | ---- | --------------- | ------ | ---- | -------- |
| 2016 | SMP Formula–4-es bajnokság     | MP Motorsport         | 20      | 11       | 10   | 9               | 16     | 339  | 1.       |
| 2016 | Spanyol Formula–4-es bajnokság | MP Motorsport         | 20      | 17       | 9    | 16              | 19     | 387  | 1.       |
| 2016 | V de V Challenge Monoplace     | MP Motorsport         | 3       | 1        | 3    | 1               | 2      | 0    | HN†      |
| 2016 | Német Formula–4-es bajnokság   | Motopark              | 6       | 0        | 0    | 0               | 0      | 34   | 15.      |
| 2016 | Olasz Formula–4-es bajnokság   | Bhaitech Engineering  | 3       | 0        | 0    | 0               | 1      | 31   | 21.      |
| 2017 | Formula Renault Európa-kupa    | MP Motorsport         | 23      | 0        | 0    | 0               | 1      | 89   | 9.       |
| 2017 | Formula Renault NEC            | MP Motorsport         | 7       | 1        | 0    | 0               | 3      | 90   | 9.       |
| 2017 | Toyota Racing Series           | Giles Motorsport      | 15      | 3        | 0    | 2               | 7      | 843  | 3.       |
| 2018 | Formula Renault Európa-kupa    | Josef Kaufmann Racing | 12      | 0        | 0    | 0               | 1      | 34   | 13.      |
| 2018 | Formula Renault NEC            | Josef Kaufmann Racing | 2       | 0        | 0    | 0               | 0      | 0    | HN†      |
| 2018 | GP3                            | MP Motorsport         | 8       | 0        | 0    | 0               | 1      | 30   | 15.      |
| 2018 | Toyota Racing Series           | M2 Competition        | 15      | 6        | 4    | 4               | 12     | 911  | 2.       |
| 2019 | Formula–3                      | MP Motorsport         | 16      | 0        | 0    | 1               | 0      | 34   | 13.      |
| 2019 | Makaói nagydíj                 | MP Motorsport         | 1       | 1        | 0    | 0               | 1      | —    | 1.       |
| 2020 | Formula–3                      | MP Motorsport         | 18      | 0        | 0    | 0               | 1      | 69   | 9.       |
| 2021 | Formula–2                      | MP Motorsport         | 17      | 1        | 0    | 0               | 1      | 56   | 11.      |
| 2021 | Formula–2                      | Charouz Racing System | 3       | 0        | 0    | 0               | 0      | 56   | 11.      |
| 2022 | Formula–2                      | Trident               | 28      | 1        | 0    | 3               | 4      | 103  | 12.      |
| 2023 | Formula–2                      | Van Amersfoort Racing | 26      | 1        | 0    | 1               | 3      | 108  | 9.       |
| 2024 | Formula–2                      | Trident               | 24      | 1        | 2    | 1               | 4      | 106  | 8.       |
| 2024 | Formula–2                      | MP Motorsport         | 4       | 0        | 0    | 2               | 2      | 106  | 8.       |
| 2025 | Formula–2                      | MP Motorsport         | 0       | 0        | 0    | 0               | 0      | 0    | —        |

* A szezon jelenleg is zajlik.
† Verschoor vendégversenyzőként nem volt jogosult a bajnokságban pontokra.

### Teljes GP3-as eredménysorozata
(Táblázat értelmezése)

(Félkövér: pole-pozícióból indult; dőlt: leggyorsabb kört futott) 

| Év   | Csapat        | 1       | 2       | 3       | 4       | 5       | 6       | 7       | 8       | 9       | 10      | 11         | 12        | 13        | 14        | 15        | 16        | 17         | 18        | Helyezés | Pont |
| ---- | ------------- | ------- | ------- | ------- | ------- | ------- | ------- | ------- | ------- | ------- | ------- | ---------- | --------- | --------- | --------- | --------- | --------- | ---------- | --------- | -------- | ---- |
| 2018 | MP Motorsport | ESP FEA | ESP SPR | FRA FEA | FRA SPR | AUT FEA | AUT SPR | GBR FEA | GBR SPR | HUN FEA | HUN SPR | BEL FEA 17 | BEL SPR 7 | ITA FEA 8 | ITA SPR 9 | RUS FEA 4 | RUS SPR 3 | UAE FEA 14 | UAE SPR 7 | 15.      | 30   |

### Teljes FIA Formula–3-as eredménysorozata
(Táblázat értelmezése)

(Félkövér: pole-pozícióból indult; dőlt: leggyorsabb kört futott) 

| Év   | Csapat        | 1          | 2          | 3           | 4          | 5          | 6          | 7           | 8          | 9           | 10          | 11         | 12         | 13         | 14        | 15         | 16         | 17         | 18        | Helyezés | Pont |
| ---- | ------------- | ---------- | ---------- | ----------- | ---------- | ---------- | ---------- | ----------- | ---------- | ----------- | ----------- | ---------- | ---------- | ---------- | --------- | ---------- | ---------- | ---------- | --------- | -------- | ---- |
| 2019 | MP Motorsport | ESP FEA 19 | ESP SPR 19 | FRA FEA 14  | FRA SPR 4  | AUT FEA 10 | AUT SPR 12 | GBR FEA 17  | GBR SPR 21 | HUN FEA 27† | HUN SPR 17  | BEL FEA 17 | BEL SPR 11 | ITA FEA 4  | ITA SPR 4 | RUS FEA 10 | RUS SPR 7  |            |           | 13.      | 34   |
| 2020 | MP Motorsport | AUT1 FEA 8 | AUT1 SPR 2 | AUT2 FEA 7‡ | AUT2 SPR 4 | HUN FEA 4  | HUN SPR 5  | GBR1 FEA 11 | GBR1 SPR 9 | GBR2 FEA 19 | GBR2 SPR 18 | ESP FEA 9  | ESP SPR 4  | BEL FEA 10 | BEL SPR 7 | ITA FEA 27 | ITA SPR 10 | MUG FEA 12 | MUG SPR 5 | 9.       | 69   |

† A versenyt nem fejezte be, de helyezését értékelték, mert a versenytáv több, mint 90%-át teljesítette.
‡ A versenyt félbeszakították, és mivel nem teljesítették a táv 75%-át, így csak a pontok felét kapta meg.

### Teljes FIA Formula–2-es eredménysorozata
(Táblázat értelmezése)

(Félkövér: pole-pozícióból indult; dőlt: leggyorsabb kört futott) 

| Év   | Csapat                | 1           | 2          | 3           | 4          | 5          | 6          | 7           | 8          | 9          | 10         | 11          | 12          | 13         | 14         | 15          | 16          | 17          | 18          | 19          | 20        | 21         | 22         | 23         | 24         | 25        | 26         | 27        | 28        | Helyezés | Pont |
| ---- | --------------------- | ----------- | ---------- | ----------- | ---------- | ---------- | ---------- | ----------- | ---------- | ---------- | ---------- | ----------- | ----------- | ---------- | ---------- | ----------- | ----------- | ----------- | ----------- | ----------- | --------- | ---------- | ---------- | ---------- | ---------- | --------- | ---------- | --------- | --------- | -------- | ---- |
| 2021 | MP Motorsport         | BHR SP1 Ki  | BHR SP2 5  | BHR FEA 4   | MON SP1 13 | MON SP2 6  | MON FEA 10 | AZE SP1 12  | AZE SP2 Ki | AZE FEA 14 | GBR SP1 10 | GBR SP2 1   | GBR FEA 4   | ITA SP1 Ki | ITA SP2 13 | ITA FEA Kiz | RUS SP1 8   | RUS SP2 T   | RUS FEA 8   | KSA SP1     | KSA SP2   | KSA FEA    |            |            |            |           |            |           |           | 11.      | 56   |
| 2021 | Charouz Racing System |             |            |             |            |            |            |             |            |            |            |             |             |            |            |             |             |             |             |             |           |            | UAE SP1 Ki | UAE SP2 11 | UAE FEA 10 |           |            |           |           | 11.      | 56   |
| 2022 | Trident               | BHR SPR 1   | BHR FEA Ki | KSA SPR 5   | KSA FEA 2  | IMO SPR 13 | IMO FEA 14 | ESP SPR 11  | ESP FEA 18 | MON SPR 13 | MON FEA 12 | AZE SPR 20† | AZE FEA 5   | GBR SPR 10 | GBR FEA 14 | AUT SPR 6   | AUT FEA Kiz | FRA SPR Ki  | FRA FEA 17† | HUN SPR 18  | HUN FEA 8 | BEL SPR 5  | BEL FEA 4  | NED SPR 7  | NED FEA 2  | ITA SPR 8 | ITA FEA 9  | UAE SPR 2 | UAE FEA 7 | 12.      | 103  |
| 2023 | Van Amersfoort Racing | BHR SPR 22† | BHR FEA 5  | KSA SPR 16  | KSA FEA 6  | AUS SPR 10 | AUS FEA 7  | AZE SPR Ki  | AZE FEA 8  | MON SPR 4  | MON FEA 4  | ESP SPR 6   | ESP FEA 10  | AUT SPR Ki | AUT FEA 1  | GBR SPR 18  | GBR FEA 16  | HUN SPR 13  | HUN FEA 10  | BEL SPR Kiz | BEL FEA 6 | NED SPR 12 | NED FEA 4  | ITA SPR 3  | ITA FEA 13 | UAE SPR 3 | UAE FEA Ki |           |           | 9.       | 108  |
| 2024 | Trident               | BHR SPR 10  | BHR FEA 14 | KSA SPR Kiz | KSA FEA 8  | AUS SPR Ki | AUS FEA 6  | IMO SPR 7   | IMO FEA 10 | MON SPR 16 | MON FEA Ki | ESP SPR 13  | ESP FEA 18† | AUT SPR 20 | AUT FEA Ki | GBR SPR 11  | GBR FEA 13  | HUN SPR Kiz | HUN FEA 3   | BEL SPR 3‡  | BEL FEA 5 | ITA SPR 14 | ITA FEA 3  | AZE SPR 17 | AZE FEA 1‡ |           |            |           |           | 8.       | 106  |
| 2024 | MP Motorsport         |             |            |             |            |            |            |             |            |            |            |             |             |            |            |             |             |             |             |             |           |            |            |            |            | QAT SPR 3 | QAT FEA 17 | UAE SPR 7 | UAE FEA 3 | 8.       | 106  |
| 2025 | MP Motorsport         | AUS SPR 4   | AUS FEA T  | BHR SPR 2   | BHR FEA 6  | KSA SPR 4  | KSA FEA 1  | IMO SPR 22† | IMO FEA 9  | MON SPR 5  | MON FEA Ki | ESP SPR 1   | ESP FEA 3   | AUT SPR 4  | AUT FEA 1  | GBR SPR 8   | GBR FEA 7   | BEL SPR Ki  | BEL FEA 18  | HUN SPR 6   | HUN FEA 5 | ITA SPR    | ITA FEA    | AZE SPR    | AZE FEA    | QAT SPR   | QAT FEA    | UAE SPR   | UAE FEA   | 3.*      | 135* |

* A szezon jelenleg is zajlik.
† A versenyt nem fejezte be, de helyezését értékelték, mert a versenytáv több, mint 90%-át teljesítette.
‡ A versenyen csökkentett pontszámokat osztottak.